# Station Braskereidfoss
Station Braskereidfoss is een station in  Braskereidfoss in fylke Innlandet  in  Noorwegen. Het station ligt aan Solørbanen die inmiddels gesloten is voor personenverkeer. Het station dateert uit 1910 en was een ontwerp van Harald Kaas. Tot 1910 was Flisa het eindpunt van de lijn vanuit Kongsvinger, in dat jaar werd de lijn doorgetrokken tot Elverum en werd ook Braskereidfoss geopend. Het station is gesloten voor personenvervoer, maar wordt nog wel voor goederenvervoer gebruikt.